# Jean-Baptiste de Montyon
Pour le Prix de l'Académie française, voir Prix Montyon.
Antoine Jean-Baptiste Robert Auget, baron de Montyon (ou Monthyon), né le 26 décembre 1733 à Paris et mort le 29 décembre 1820 dans la même ville, est un philanthrope et économiste français

## Biographie

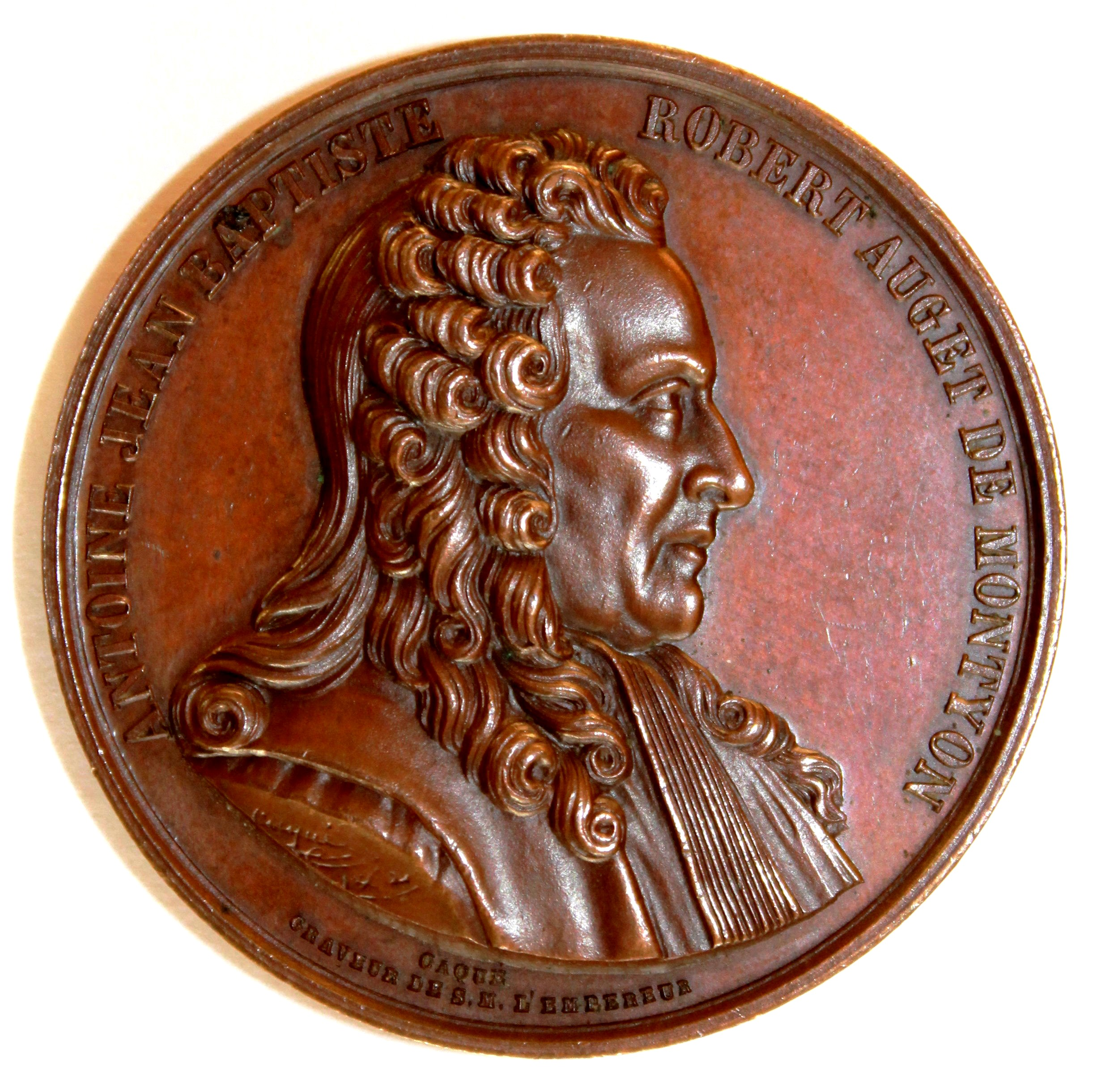
Médaille de Montyon par Caqué

Baptisé en l'église Saint-Jean-en-Grève le samedi 26 décembre 1733, il est le fils de Jean Auget baron de Monthyon, Chambry, maître ordinaire de la chambre des comptes du roi, et de sa seconde épouse, Marie-Anne Pajot du Bouchet demeurant rue Sainte-Croix de la Bretonnerie. Après avoir été avocat du roi au Châtelet en 1755, il devient maître des requêtes, puis intendant de diverses provinces telles que l'Auvergne (1767-1771) et la Provence (1771-1773).
En 1775, il entre au conseil d’État où il rejoint son beau-frère Michel Bouvard de Fourqueux (qui a épousé en 1740 Marie Louise Auget de Monthyon). En 1780, il est nommé chancelier de Monsieur, frère du roi. Très fortuné, il crée à cette époque différents prix distribués par des sociétés savantes, notamment le Prix de vertu décerné par l'Académie française à des personnes méritantes, qui fut attribué en 1784 à Françoise Legros pour son rôle dans la libération de Latude.
Il émigre au début de la Révolution et ne revient en France qu'en 1814 sous la Restauration. Lorsqu'il meurt, il laisse par testament à l'Institut de France les revenus d'un capital important destinés à récompenser des œuvres ou des actions édifiantes : le prix de vertu, un prix littéraire et un prix scientifique, tous trois sont appelés « prix Montyon ».
Il est l'auteur de mémoires et études sur la société européenne et sur Michel de L'Hospital. Son nom est donné au palais de justice de Marseille, car il avait été intendant de Provence et avait participé sur ses propres deniers au financement de la place Montyon sur laquelle a été édifié ledit palais de justice. Un pavillon de l'ancien hôpital Broussais à Paris portait son nom.

## Fortune
À sa mort en 1820, il laisse une fortune immense de près de sept millions de francs à diverses académies et aux hôpitaux de Paris.
Un professeur d’histoire, Adrien Jarry de Mancy (1796-1862), pour poursuivre son œuvre, crée la Société Montyon et Franklin qui se donne pour but d’honorer les hommes et les femmes utiles de tous rangs et de tous pays. Pour ce faire, elle éditera chaque année, durant neuf ans de 1833 à 1841, un recueil de notices biographiques intitulé « Portraits et Histoire des hommes utiles ». Il y aura quelque deux cents notices pour la plupart illustrées d’une gravure du portrait de la personne honorée.
Avant la Révolution, il a possédé des domaines considérables près de Meaux, continua d'acheter sous la Révolution, avant d'émigrer en février 1793[réf. nécessaire]. Il plaça de grandes quantités d'argent en Suisse, dans les banques étrangères et auprès des émigrés, d'où de nombreux contentieux sur les remboursements. Lent à émigrer, il fut aussi lent à rentrer. Il reçut 815 292 F dans le milliard des émigrés. Sous la Restauration, sa fortune en France était de 3 185 102 F, soit 46,86 %, mais ses actifs étrangers étaient encore plus considérables, témoignant de sa judicieuse gestion de fonds pendant son exil, londonien, en particulier. Ses exécuteurs ont dressé la répartition suivante :
- Angleterre : 32,58%
- Lübeck : insignifiant
- Pays-Bas, Russie et Louisiane : 6,80%
- Saxe et Prusse : 1,57%
- Suisse : 0,90%
- Toscane : 2,40%
- États-Unis : 8,89%

Auget de Montyon gérait sa fortune avec grand soin, personnellement économe jusqu'à l'avarice, et industrieux dans la surveillance de ses intérêts. Il était célibataire et ne laissa pas d'héritier pour sa fortune, ce qui fut tout à l'avantage des pauvres et des malades de Paris,,.

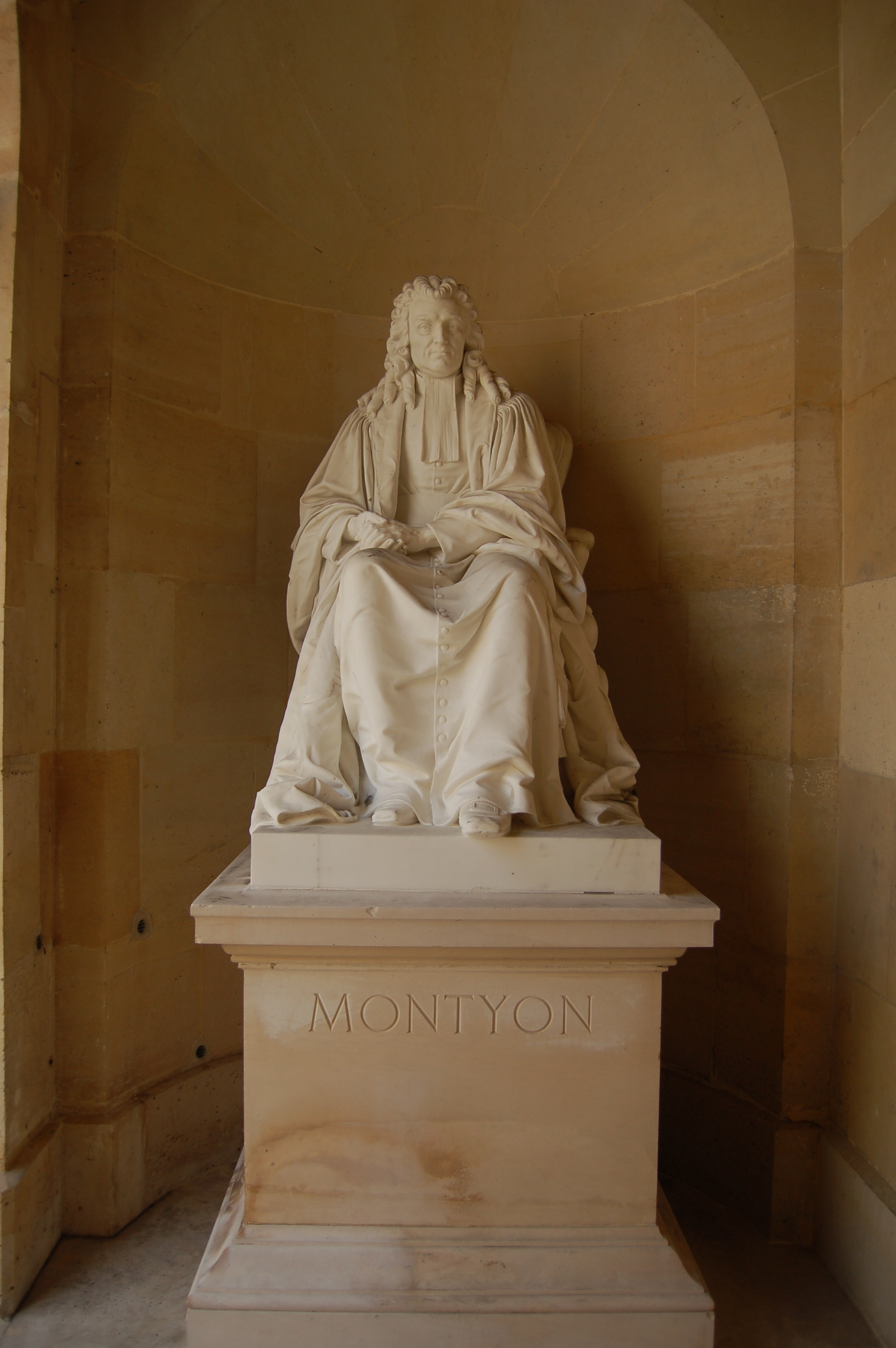
Statue de Jean-Baptiste de Montyon à l'Institut de France.

## Son œuvre littéraire
- 1777 Éloge de Michel de l'Hospital, couronné par l'Académie française,
- 1788 Mémoire présenté au roi au nom de MM. le comte d'Artois, le prince de Condé et le duc de Bourbon, sur les périls qui menacent la royauté,
- 1792 Conséquences pour l'Europe, de la découverte de l'Amérique,
- 1801 Le Progrès de Lumières au XVIIIe siècle,
- 1811 Exposé statistique du Tonkin,
- 1812 Particularités et observations sur les ministres des Finances depuis 1660.

## Le prix de vertu
Le prix de vertu est encore décerné aujourd'hui mais les sommes attribuées sont devenues extrêmement minimes ; cependant, une des clauses du testament du fondateur exige que tous les ans, il soit fait « lecture d'un discours qui contiendra l'éloge d'un acte de vertu ». Ainsi depuis 1819, un membre de l'Académie française se livre annuellement au délicat exercice consistant à faire l'éloge des lauréats vertueux et des vertus en général, prétexte pour réfléchir aux mœurs de son temps.
C'est donc un tableau particulièrement original de l'histoire des mœurs que l'on peut découvrir à travers les discours prononcés par François Guizot, Alexis de Tocqueville, Thierry Maulnier, Jean Guitton, François Mauriac, Paul Valéry, Erik Orsenna ou Alain Finkielkraut.

## Un philanthrope
Le baron de Monthyon a résumé sa conception de l'usage à faire des richesses dans un document conservé aux archives de l'Assistance publique à Paris :
« Donner est l'usage le plus noble de la richesse et l'acte par lequel l'homme a sur l'homme la plus grande supériorité ; mais qu'il est peu de véritables dons ! Le prodigue ne donne pas, il perd et dissipe ; le fastueux ne donne pas, il satisfait sa vanité ; un testateur ne donne point, il ôte à ses héritiers ; quiconque donne à celui de qui il a reçu ou duquel il espère un service, paie une dette ou place un fond ; celui qui donne sans espoir de retour, sans intention d'être connu, par principe de bienfaisance, de générosité, celui-là seul a le mérite du don ; malheur à qui n'en sent pas le plaisir, malheur à qui n'a pas versé des larmes de joie, en faisant cesser la misère. Ces cœurs durs et insensibles ne connaissent pas la volupté la plus douce, la plus pure que puisse goûter l'humanité. »